# Wysocko (województwo mazowieckie)
Wysocko – wieś w Polsce położona w województwie mazowieckim, w powiecie szydłowieckim, w gminie Szydłowiec. Ma status sołectwa.
| SIMC    | Nazwa       | Rodzaj     |
| ------- | ----------- | ---------- |
| 0639570 | Józefów     | część wsi  |
| 0639587 | Stanisławów | przysiółek |

Prywatna wieś szlachecka, położona była w drugiej połowie XVI wieku w powiecie radomskim województwa sandomierskiego. W 1508 była własnością Mikołaja Zdziechowskiego. W latach 1975–1998 miejscowość należała administracyjnie do województwa radomskiego.
Do 2009 we wsi znajdowała się Publiczna Szkoła Podstawowa w Wysocku. Obecnie funkcjonuje "Przylądek Ośmiu Marzeń" Warsztat Terapii Zajęciowej.
Wierni Kościoła rzymskokatolickiego należą do parafii św. Mikołaja w Wysokiej.